# 車站 (日本電影)
《車站》是1981 年由高倉健主演的電影。

## 概述
這是一部以北海道增毛町、雄冬岬和札幌市為背景，描繪各種各樣的人的面貌的傑作。劇中八代亞紀的代表曲《 舟唄Funauta 》的運用亦令人印象深刻。 

## 出演者

### 主角
- 三上英次 :高倉健

### 英次的親戚
- 直子（英次的前妻） :石田步美
- 義高（英次之子） :岩淵健
- 昌代（英次的母亲） :北林谷榮
- 一郎（英次的哥哥） :藤木悠
- 道夫（英次的弟弟） :永島敏行
- 冬子（英次的妹妹） :古手川祐子
- 昌一（冬子的丈夫） :名倉亮
- 伯父 :今福將雄
- 高田（直子的父親） :名古屋章

### 雄冬的人們
- 菅原（英次的兒時好友） :田中邦衛
- 義二（英次的兒時好友，菅原的弟弟） :小松正夫
- 柳（英次的兒時好友） :草野大悟
- 西田（英次的兒時好友） :片岡五郎

### 增毛的人們
- 柳田桐子 :倍賞千惠子
- 吉松鈴子 :烏丸節子
- 吉松五郎（鈴子的哥哥） :根津甚八
- 木下雪夫 :宇崎竜童
- 森岡茂（通緝22號） :室田日出男
- 女佣（增毛旅店） :谷本小夜子
- 女佣（增毛旅店） :塩澤時
- 站務員 :山本紀彦

### 警察相關人
- 中川（北海道警察） : 池部良
- 挾持事件對策本部長（北海道警察） : 佐藤慶
- 大田黒（奧運集訓隊・部長） : 平田昭彥
- 相馬（奧運集訓隊・教練） : 大滝秀治
- 力石（奧運集訓隊・選手） : 寺田農
- 三竹（奧運集訓隊・選手） : 潮哲也
- 小川（留萌警察署） : 竜雷太
- 辰巳（留萌警察署） : 小林稔侍
- 島田（留萌警察署） : 橋本功
- 加賀（留萌警察署） : 浜田晃
- 署長（留萌警察署） : 織本順吉
- 次長（留萌警察署） : 山本清
- 偵查刑警（留萌警察署） : 梅野泰靖
- 上砂川站巡警 : 石山雄大
- 相馬夫人 : 八木昌子

### 其他
- 火車乘客 : 武田鐵矢
- 本庄良介（挾持犯人） : 阿藤海
- 良介的夥伴 : 風間健
- 良介的母親 : 村瀨幸子
- 電視播報員 : 榎本勝起
- : 蒲池猛夫

## 相關項目
- 1981年電影

## 外部連結
- 駅 STATION - allcinema
- 駅 STATION - KINENOTE
- 写真紀行★風に吹かれて / 風景の旅 シネマ紀行 / 駅 STATION
- 読む鉄道、観る鉄道（17） - 北海道・留萌本線がにぎわった頃、高倉健が残したドラマ｜マイナビニュース

1. ↑  大下英治. . 朝日新聞出版. 2017: 30–89. ISBN 978-4-02-251417-2.大下英治. . 朝日新聞出版. 2017: 30–89. ISBN 978-4-02-251417-2.